# Chrysocrambus brutiellus
Chrysocrambus brutiellus is een vlinder uit de familie grasmotten (Crambidae). De wetenschappelijke naam is voor het eerst geldig gepubliceerd in 1985 door Bassi.
De soort komt voor in Europa.